# Philipp Friedrich Gmelin
Philipp Friedrich Gmelin (Tübingen, 1721. augusztus 19. – Tübingen, 1768. május 9.) német professzor, aki botanikát és kémiát tanított. Botanikai szakmunkákban nevének rövidítése: „P. F. Gmel.”.

## Élete
Philipp Friedrich Gmelin az antimon kémiáját tanulmányozta, és több írása is van a hasnyálmirigy fő kivezetőcsövéről, az úgynevezett Wirsung-vezetékről, továbbá az ásványvízről és a botanikáról. 1742-ben a Tübingeni Egyetemen Burchard Mauchart alatt megkapja az orvosi címet. Philipp Friedrich a híres utazónak, Johann Georg Gmelinnek volt a testvére.
1758-ban megválasztották az angol Royal Society tagjának.
A legidősebb fia, Johann Friedrich Gmelin német természettudós, botanikus, entomológus, herpetológus és a puhatestűek kutatója.

### Fordítás
- Ez a szócikk részben vagy egészben  a   Philipp Friedrich Gmelin című angol Wikipédia-szócikk ezen változatának fordításán alapul.  Az eredeti cikk szerkesztőit annak laptörténete sorolja fel. Ez a jelzés csupán a megfogalmazás eredetét és a szerzői jogokat jelzi, nem szolgál a cikkben szereplő információk forrásmegjelöléseként.